# معاداة الهايتيين
تعني معاداة الهايتيين ممارسات التمييز والتعصب ضد الشعب الهايتي في جمهورية الدومينيكان.
تتضمن معاداة الهايتيين ممارسات التعصب والكراهية والتمييز ضد الشعب الهايتي وثقافته ونمط حياته ولغته، وقد يشمل التمييز العرقي أيضًا ولكن ليس بالضرورة.

## معاداة الهايتيين في جمهورية الدومينيكان

### منشأه: من القرن السادس عشر حتى القرن التاسع عشر
أصدرت منظمة هيومن رايتس ووتش تقريرًا توضح فيه أن الفروقات بين الهايتيين وشعب الدومينيكان بدأت منذ الحقبة الإستعمارية بسبب فروق اللغة والثقافة والاختلاف العرقي. على سبيل المثال، كانت جمهورية الدومينيكان محكومة من قبل الإسبان وبالتالي اكتسبوا جزءًا من ثقافتهم مع خليط من الأفارقة والهنود الحمر. بينما الهايتيون على الجانب الآخر كانوا محكومين من قبل فرنسا، وبالتالي ثقافتهم مأخوذة من الفرنسيين بالإضافة إلى الأفارقة والهنود الحمر. تنحدر أصول معظم شعب هايتي إلى العبيد الأفارقة، في حين يمتلك شعب جمهورية الدومينيكان خليطًا عرقيًا من الإسبان والأفارقة ونسبة ضئيلة من الهنود الحمر. على الرغم من الدلائل التي تثبت تشابه الخلفية التاريخية بين البلدين إلا أنه توجد الكثير من الفروق الثقافية بينهما.
تعود أصول معاداة الهايتيين إلى سياسة الفصل العنصري التي ابتدعها الإسبان في مملكة سانتو دومينغو (جمهورية الدومينيكان حاليًا). قبل وصول الأوروبيين إليها، كانت الجزيرة مقسومة إلى عدد من المشيخات ذات حكم استبدادي، ثلاثة منها ما تزال موجودةً حتى الآن، واثنتان منها يقطن بها الشعب الهايتي حاليًا. كان السكان الأصليون لجزر الكاريبي في حالة حرب شبه دائمة مع شعب التاينو، وهو شعب تعود أصوله إلى نفس المنطقة. وصل كولومبوس إلى الجزيرة في عام 1492، (حيث جُلب العبيد من أفريقيا بدءًا من عام 1503 إضافةً للسكان الأصليين) وتمكن الإسبان من السيطرة على الجزيرة خلال بضعة عقود. بدأت فرنسا خلال القرن السابع عشر مناوراتها بقصد السيطرة على جزء من الجزيرة، وتمكنت من امتلاك القسم الغربي منها في عام 1697 (وهي الآن جزء من هايتي، بينما تشمل المناطق الحديثة تلك التي وقعت تحت الاحتلال الإسباني). خلال تسعينات القرن السابع عشر وحتى حتى القرن التاسع عشر، تبادل الفرنسيون والإسبان الهجوم على امتداد الجزيرة، حتى تمكنت الثورة الهايتية التي قامت عام 1809 من إنهاء سيطرة كلا البلدين. تمكن الإسبان من إعادة سيطرتهم على القسم الغربي من الجزيرة في نفس العام، ولكنهم خسروها مرة أخرى عبر انتفاضة قامت عام 1821. بعدها وبوقت قصير، تمكنت القوات الهايتية من إعادة السيطرة على كامل الجزيرة بين عامي 1822 و1844. وقعت الحركة الثورية السرية المعروفة باسم «الثالوث» في عام 1844 وأعلنت جمهورية الدومينيك استقلالها بعد هزيمة القوات الهايتية. بعد عدة سنوات عصيبة، عاد الإسبان لبث سيطرتهم بشكل اسمي عبر شن حرب على جمهورية الدومينيكان في ستينات القرن الثامن عشر. خلال القرن التاسع عشر وبعد انتهاء ثلاثة عقود من الحكم الغربي، بدأ تاريخ كل من هايتي وجمهورية الدومينيكان بالظهور.

### حكم تروخيو: من ثلاثينيات إلى أربعينيات القرن التاسع عشر
كانت معاداة الهايتيين منتشرة بشكل كبير خلال حكم رافائيل ليونيداس تروخيو. بلغت النزاعات الحدودية ذروتها في عهد تروخيو بغية ارتكاب المجازر بحق الهايتيين تحت حجة ممارستهم للسحر والشعوذة والتي كانت محرمة دينيًا في ذلك الوقت. تختلف الادعاءات بخصوص عدد القتلى من 26000 إلى 30000 قتيل خلال شهر أكتوبر من عام 1937 في حادثة تمت تسميتها «مجزرة البقدونس». في مباحثات لاحقة، وافق تروخيو على دفع تعويضات بقيمة مئات الآلاف من الدولارات، إلا أن المبلغ الذي وصلهم كان أقل من ذلك. وبسبب البيروقراطية المنتشرة في هايتي، قلة قليلة من المال تلك التي وصلت إلى العائلات المحتاجة.
قاد الحملة نخبة من مثقفي الدومينيكان مثل مانويل أرتورو بينيا باتل وخواكين بالاجوير ومانويل دي خيسوس ترونكوسو دي لا كونشا.

### في الوقت الحاضر: تسعينيات القرن العشرين
أدت سياسات تروخيو إلى استمرار الممارسات المعادية للهايتيين في جمهورية الدومينيكان. فاز القائد التاريخي والشعبوي اليميني خواكين بالاجوير في انتخابات الدومينيكان عام 1996، والذي كان اليد اليمنى للدكتاتور تروخيو، والذي عمل مع مرشح حزب التحرير الدومينيكي ليونيل فرنانديس على منع بينيا غوميز من الفوز بالرئاسة.